# Rudolf Friedrich (Physiker)
Rudolf Friedrich (* 17. November 1956 in Stuttgart; † 16. August 2012 in Münster) war ein deutscher Theoretischer Physiker und Hochschullehrer an der Wilhelms-Universität Münster.
Friedrich wurde 1956 in Stuttgart geboren, wo er später Physik studierte. In seiner Diplomarbeit wie in seiner Dissertation beschäftigte er sich mit Problemen der Synergetik. Er arbeitete nach seiner Promotion bei Hermann Haken am Institut für Theoretische Physik der Universität Stuttgart.
Friedrich wurde im Jahr 1992 mit einer Arbeit über Dynamische Strukturen in synergetischen Systemen habilitiert und 1999 zum außerplanmäßigen Professor an der Universität Stuttgart ernannt.
Friedrich folgte 2001 einem Ruf an die Westfälische Wilhelms-Universität Münster.